# Interstellar Marines

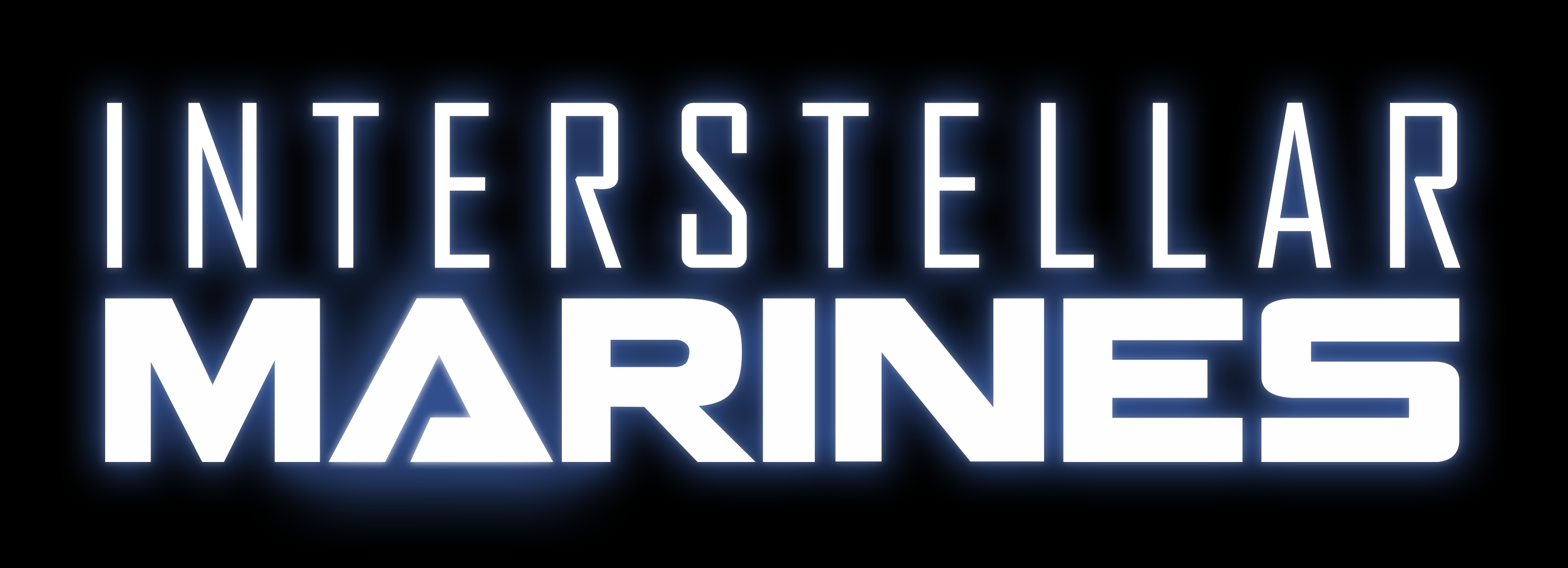
Logotipo del videojuego.

Interstellar Marines es videojuego de disparos en primera persona de ciencia ficción que actualmente está siendo desarrollado por Zero Point Software. Su modo multijugador está siendo desarrollado y fijará las bases para su campaña de un jugador y cooperativa más grande. La historia está basada en un "futuro realista e impredecible en el que el primer contacto con una especie de vida sensitiva lentamente se está volviendo realidad". La campaña incluirá un modo de un jugador y un modo drop-in/drop out cooperativo de hasta cuatro jugadores. Zero Point Software ha dicho que su campaña cooperativa incluirá elementos tácticos, de rol, diseños de nivel abiertos y una interesante historia de ciencia ficción. Dice que rendirá tributo a los antiguos juegos disparos tácticos como Tom Clancy's Rainbow Six 3: Raven Shield y cita a System Shock 2 y Deus Ex como inspiración para sus elementos de rol de acción y niveles abiertos, además de Half-Life en su forma de contar la historia.